# Андерсон, Максвелл
Ма́ксвелл А́ндерсон (правильнее Ма́ксуэлл А́ндерсон, англ. Maxwell Anderson; 15 декабря 1888, Атлантик, Пенсильвания — 28 февраля 1959, Стамфорд, Коннектикут) — американский драматург и теоретик театра.

## Жизнь и творчество
Максуэлл Андерсон был старшим из 8 детей Уильяма Линкольна Андерсона. На момент рождения Максуэлла Уильям Андерсон работал лесорубом, позднее стал работать пожарным на железной дороге и баптистским проповедником. Из-за того, что проповедник Андерсон часто менял приходы, его семье пришлось попутешествовать по всему Среднему Западу США. Андерсоны жили бедно и голодно, уже в 13 лет Максуэллу пришлось пойти работать подёнщиком на ферму. Мальчик посещал порядка 10 школ в различных местах Среднего Запада, учиться получалось урывками, однако книги он читал запоем.
Отклонив предложение отца пойти по его стопам и стать духовным лицом, в 1908 году Максуэлл поступает в университет Северной Дакоты, находившийся в городке Гранд-Форкс. Здесь он впервые посещает театральный спектакль — пьесу Ибсена «Гедда Габлер», главную роль в которой исполняла известная русская актриса Алла Назимова. По окончании университета Андерсон женится и в течение 2 лет преподаёт английский язык и литературу сначала в школе городка Минневокан, затем в Сан-Франциско, где параллельно с преподаванием продолжает обучение в Стэнфордском университете, по окончании которого получает степень магистра в области английской литературы. В это время он публикует в журналах свои первые статьи и стихи.
Осенью 1917 года будущий писатель получает место преподавателя в калифорнийском колледже Уиттера, однако вследствие занятой им твёрдой позиции пацифиста в условиях вступления США в войну в Европе подвергается травле со стороны руководства колледжа и увольняется. Затем он работает в редакциях газеты «Сан-Франциско кроникл», нью-йоркских «Нью рипаблик» и «Нью-Йорк уорлд». В последней кроме всего прочего он был ответственен за театральную рубрику, и это определило его будущую деятельность. В 1920 году он пишет свою первую, стихотворную, пьесу «Белая пустыня». В 1923 году пьеса была поставлена и имела средний успех, но благодаря ей на автора обратил внимание Лоренс Столлинг — журналист, коллега Андерсона по «Нью-Йорк уорлд», предложивший ему написать вместе антивоенную пьесу и ставший затем соавтором нескольких его драм. Поставленная в Нью-Йорке осенью 1924 года пьеса «Цена славы» вызвала скандал, мэрия Нью-Йорка собиралась подать на авторов в суд, однако зрители приняли спектакль восторженно. «Цена славы» выдержала более 400 представлений и сделала своих авторов знаменитыми.
Две следующие пьесы, написанные Андерсоном совместно со Столлингом, успеха не имели, и их творческий дуэт распался. Однако созданная им в 1927 году комедия «Дети субботы» и особенно написанная вместе с Гарольдом Хикерсоном драма «Громовержцы», посвящённая судебному процессу, невинно осудившему на смерть рабочих-революционеров Сакко и Ванцетти, были весьма успешными. «Громовержцы», показавшие расправу буржуазного государства над революционерами-анархистами, предвосхитили появление социальных пьес левых американских драматургов в 30-е годы XX века.
В самом начале 20-х годов Андерсон покупает участок земли с фермой близ городка Нью-Сити, где селится и много работает. Он создаёт в том числе и исторические драмы — «Королева Елизавета» (написана белым стихом), «Мария Шотландская», «Вэлли Фордж» (о войне американцев за независимость). В 1933 году появляется пьеса «Оба ваши дома», едкая сатира на нравы в американском Конгрессе, за которую Андерсон был удостоен Пулитцеровской премии. В 1935 году ставится вторая часть «Громовержцев» — трагедия «Воцарение зимы», удостоенная Премии кружка театральных критиков за 1935/36 год. Год спустя Андерсон был удостоен этой премии второй раз — за пьесу «Хай Тор» (за 1936/37 год).
В 1933 году в США приезжает эмигрировавший из нацистской Германии композитор Курт Вайль, с которым у Андерсона устанавливаются дружеские отношения. В 1935 году они вместе создают музыкальную комедию «Праздник голландских поселенцев». К 1954 году «Сентябрьская песенка» из этой комедии принесла драматургу денег больше, чем все другие его пьесы, вместе взятые.
Во время Второй мировой войны Андерсон занимает иную позицию, нежели в 1917 году. О необходимости борьбы и победы над фашизмом он пишет в пьесах «Канун дня святого Марка» (1942) и, в особенности, в «Свече на ветру» (1941), действие которой происходит в оккупированной Франции.
В послевоенный период драматург пишет несколько исторических драм — «Жанна Лотарингская» (о Жанне д´Арк), «Тысяча дней Анны Болейн», «Босоногий в Афинах» (о последних месяцах жизни Сократа). Последнюю трагедию автор писал более 6 лет и возлагал на неё особые надежды, поэтому её театральный провал воспринял с непониманием и обидой. Вслед за этим он пишет и ставит на Бродвее в 1954 году пьесу-триллер «Дурное семя» (которую сам же называет халтурой), имевшую шумный и скандальный успех.
Максвелл Андерсон был первым (и единственным — если не считать Артура Миллера, выпустившего книгу «Трагедия и простой человек») американским драматургом, работавшим над теорией трагедии. В 1947 году выходит сборник Андерсона «В стороне от Бродвея. Очерки о театре» (Off Broadway, Essays about the Theater), в которой он обобщает свой опыт драматурга, пишет о роли театра в обществе.

## Избранные пьесы
- «Белая пустыня», White Desert 1922
- «Цена славы», What Price Glory 1924
- «Дети субботы», Saturday´s Children 1927
- «Громовержцы», Gods of Lightning 1928
- «Королева Елизавета», Elisabeth the Queen 1930
- «Мария Шотландская», Mary of Scotland 1933
- «Вэлли Фордж», Valley Forge 1934
- «Оба ваши дома», Both Your Houses 1933
- «Воцарение зимы», Winterset 1935
- «Бескрылая победа», The Wingless Victory 1936
- «Маска королей», The Masque of Kings 1937
- «Звёздный корабль», The Star-Wagon 1937
- «Званый обед» (радиопьеса), The Feast of Ortolans 1937
- «Хай Тор», High Tor 1937
- «Праздник голландских поселенцев», Knickerbocker Holiday
- «Ки Ларго», Key Largo 1939
- «Свеча на ветру», Candle in the Wind 1941
- «Канун дня святого Марка», The Eve of St.Mark 1942
- «Жанна Лотарингская», Joan of Lorraine 1946
- «Тысяча дней Анны Болейн», Anne of the Thousand Days 1948
- «Затерянные среди звёзд», Lost in the Stars 1949
- «Босоногий в Афинах», Barefoot in Athens, 1951
- «Дурное семя», Bad Seed 1954.

## Работа в кино
Максвелл Андерсон также работал в кино. Его сценарий фильма «На Западном фронте без перемен» по одноимённому роману Ремарка (реж. Льюис Майлстоун, 1930) номинировался на «Оскар». Многие из его пьес были экранизированы известными режиссёрами (Рауль Уолш, Джон Форд, Джон Хьюстон, Рубен Мамулян и другие).